# Wereldkampioenschappen BMX 2023
De wereldkampioenschappen BMX 2023 werden van 12 tot en met 13 augustus georganiseerd in Glasgow, Schotland, Verenigd Koninkrijk.

## Medailleoverzicht

### Mannen
| Onderdeel    | Goud | Goud            | Zilver | Zilver           | Brons | Brons             |
| ------------ | ---- | --------------- | ------ | ---------------- | ----- | ----------------- |
| BMX elite    | FRA  | Romain Mahieu   | FRA    | Arthur Pilard    | FRA   | Joris Daudet      |
| BMX U23      | SUI  | Filib Steiner   | FRA    | Matéo Colsenet   | NZL   | Rico Bearman      |
| BMX junioren | ARG  | Thomas Maturano | ARG    | Federico Capello | ITA   | Tommaso Frizzarin |

### Vrouwen
| Onderdeel    | Goud | Goud                     | Zilver | Zilver           | Brons | Brons                 |
| ------------ | ---- | ------------------------ | ------ | ---------------- | ----- | --------------------- |
| BMX elite    | GBR  | Bethany Shriever         | NED    | Laura Smulders   | USA   | Alise Willoughby-Post |
| BMX U23      | FRA  | Tessa Martinez           | GBR    | Emily Hutt       | NZL   | Megan Williams        |
| BMX junioren | LAT  | Veronika Monika Sturiska | AUS    | Sienna Pal (AUS) | USA   | Ava Corley            |

### Medaillespiegel
| Plaats | Land                | Goud | Zilver | Brons | Totaal |
| 1      | Frankrijk           | 2    | 2      | 1     | 5      |
| 2      | Argentinië          | 1    | 1      | 0     | 2      |
| 2      | Verenigd Koninkrijk | 1    | 1      | 0     | 2      |
| 4      | Letland             | 1    | 0      | 0     | 1      |
| 4      | Zwitserland         | 1    | 0      | 0     | 1      |
| 6      | Australië           | 0    | 1      | 0     | 1      |
| 6      | Nederland           | 0    | 1      | 0     | 1      |
| 8      | Nieuw-Zeeland       | 0    | 0      | 2     | 2      |
| 8      | Verenigde Staten    | 0    | 0      | 2     | 2      |
| 10     | Italië              | 0    | 0      | 1     | 1      |
| Totaal | Totaal              | 6    | 6      | 6     | 18     |

## Finales elite

### Mannen
| Rang   | Naam                         | Land                | Bijz. |
| ------ | ---------------------------- | ------------------- | ----- |
| Goud   | Romain Mahieu                | Frankrijk           |       |
| Zilver | Arthur Pilard                | Frankrijk           |       |
| Brons  | Joris Daudet                 | Frankrijk           |       |
| 4      | Carlos Alberto Ramírez Yepes | Colombia            |       |
| 5      | Jérémy Rencurel              | Frankrijk           |       |
| 6      | Ross Cullen                  | Verenigd Koninkrijk |       |
| 7      | Leo Garoyan                  | Frankrijk           |       |
| 8      | Nicolás Torres               | Argentinië          |       |

### Vrouwen
| Rang   | Naam                  | Land                | Bijz. |
| ------ | --------------------- | ------------------- | ----- |
| Goud   | Bethany Shriever      | Verenigd Koninkrijk |       |
| Zilver | Laura Smulders        | Nederland           |       |
| Brons  | Alise Willoughby-Post | Verenigde Staten    |       |
| 4      | Saya Sakakibara       | Australië           |       |
| 5      | Mariana Pajón Londoño | Colombia            |       |
| 6      | Lauren Reynolds       | Australië           |       |
| 7      | Manon Veenstra        | Nederland           |       |
| 8      | Zoe Claessens         | Zwitserland         |       |